# Copris megaceratoides
Copris megaceratoides là một loài bọ cánh cứng trong họ Bọ hung (Scarabaeidae).